# Lucie Quéméner
Lucie Quéméner, née à Paris en 1998, est une autrice française de bande dessinée.

## Biographie
Lucie Quéméner est diplômée de l'académie Brassart-Delcourt, promotion Arthur De Pins.
Son père est breton et sa mère d'origine chinoise.
Sa première bande dessinée Baume du tigre est publiée aux éditions Delcourt le 3 juin 2020. Pour La Revue des livres pour enfants, il s'agit d’« un album fort qui parle du ressenti des immigrés, ceux qui ont fui leur pays, ceux qui sont nés dans le pays d'accueil de leurs parents et ceux de la troisième génération, de la place des femmes dans la culture traditionnelle chinoise, de transmission. Le dessin, en noir et blanc au crayon, enveloppe d'une grande douceur ce récit familial lourd de violence intime tue et de non-dits ». La bande dessinée remporte le Prix France Culture BD des étudiants 2020. Au Festival international de la bande dessinée d'Angoulême 2021, elle est en sélection officielle, et sélectionnée pour Prix du public France Télévisions. Elle figure également dans la sélection du Prix Artémisia 2021. 
Son deuxième album, Le Compagnon de route, a été co-écrit avec Tristan Fillaire. Il est paru le 6 octobre 2021 aux éditions Sarbacane.

## Œuvre
- Baume du tigre, éditions Delcourt, 2020.
- Le Compagnon de route, avec Tristan Fillaire, éditions Sarbacane, collection « Mirages », 2021.

## Prix et distinctions
- 2020 : Prix France Culture BD des étudiants[5] pour Baume du tigre
- 2021 : 
  - Sélection officielle Festival d'Angoulême[6] pour Baume du tigre
  - Sélection Prix du public France Télévisions[7] Festival d'Angoulême pour Baume du tigre
  - Sélection Prix Artémisia[8] pour Baume du tigre
  - Prix du récit dessiné SCAM 2021[10] pour Baume du tigre